# Nadhim Shaker
Nadhim Shaker (Bagdá, 18 de dezembro de 1958 – Arbil, 11 de setembro de 2020) foi um ex-futebolista profissional iraquiano, que atuava como defensor.

## Carreira
Nadhim Shaker fez parte do elenco da histórica Seleção Iraquiana de Futebol da Copa do Mundo de 1986 

## Morte
Shaker faleceu em 11 de setembro de 2020 por complicações da COVID-19.